# Перетти, Клод
Клод Перетти́ (фр. Claude Peretti; 24 февраля 1942, Ницца — 8 сентября 2020, 9th arrondissement of Marseille) — французский футболист, играл на позиции полузащитника.

## Биография

### Игровая карьера
Перетти в течение трёх сезонов играл за «Монако», который в 1963 году завоевал чемпионский титул и Кубок Франции.
Основная часть его карьеры прошла в «Аяччо», в составе которого он играл в течение пяти сезонов. Всего за корсиканский клуб Перетти сыграл 115 матчей, из которых 106 матчей в Лиге 1 и Лиге 2. «Аяччо» стал первым корсиканским клубом, который вышел в элитный дивизион французского футбола.

### Смерть
Скончался 8 сентября 2020 года в Марселе в возрасте 78 лет.